# Theodor Breher
Theodor Breher OSB (* 21. August 1889 in Ottobeuren als Hermann Breher; † 2. November 1950 in Windach) war ein deutscher Benediktinerabt und Missionsbischof. Er war ab dem 13. April 1937 Apostolischer Vikar und ab dem 11. April 1946 Bischof von Yenki in China.

## Leben
Hermann Brehers Vater war Malermeister. Nach einer Steinmetz-Lehre ging Hermann Breher 1902 an das Gymnasium der Erzabtei St. Ottilien, wo er nach dem Abitur in das Noviziat eintrat, den Ordensnamen Theodor annahm und am 8. Oktober 1911 sein Ordensgelübde ablegte. Nach Studien in Dillingen wurde er am 16. Juli 1915 von Bischof Maximilian von Lingg zum Priester geweiht und zu einem Promotionsstudien in Sinologie nach Berlin geschickt. Nach dem Abschluss dieser Studien ging er im Sommer 1921 nach Seoul in Korea.
Sein Oberer in Korea war Abtbischof Bonifaz Sauer, der Breher bald in die Mandschurei sandte. Er wurde Prior der Missionsstation in Yenki und Apostolischer Präfekt (5. Februar 1929). Diese Missionsstation wurde 1934 zur Abtei Heilig Kreuz in Yenki erhoben; Breher war der erste Abt. Seine Benediktion erhielt er am 5. September 1934 in St. Ottilien durch Bischof Joseph Kumpfmüller. Nach der Erhebung der Präfektur zum Apostolischen Vikariat und seiner Ernennung zum Titularbischof von Hieron spendete ihm am 5. September 1937 in Yenki Auguste Gaspais, der Apostolische Vikar der Nördlichen Mandschurei, die Bischofsweihe; Mitkonsekratoren waren die Bischöfe Bonifatius Sauer OSB, Apostolischer Vikar von Wonsan, und Adrien-Joseph Larribeau MEP, Apostolischer Vikar von Seoul. Sein bischöflicher Wahlspruch lautete: Vincit Crux („Das Kreuz siegt“). Als das Vikariat am 11. April 1946 zu einem Bistum erhoben wurde, war Breher dessen erster Bischof.
Im Zweiten Weltkrieg und während der japanischen Besetzung der Mandschurei war die Missionstätigkeit eingeschränkt; nach der Machtübernahme der Kommunisten wurde sie ganz eingestellt. Das Kloster wurde am 20. Mai 1946 aufgelöst; Abtbischof und Mönche wurden verhaftet. Eine Rückkehr nach Deutschland war Breher erst im November 1949 möglich, da er in Haft erkrankt war. Nachdem er am 12. Dezember 1949 in Rom eingetroffen war, wurde er von Papst Pius XII. empfangen. Das Gespräch soll angespannt gewesen sein, weil der Papst einen Verbleib der Missionare in China wünschte.
Theodor Breher nahm im Juni 1950 noch am Generalkapitel der Missionsbenediktiner-Kongregation in St. Ottilien teil. Kurz danach erlitt er einen Schlaganfall und wurde in das Krankenhaus in Memmingen eingeliefert. Während eines darauffolgenden Krankentransports starb er am 2. November 1950 bei einem Verkehrsunfall.